# Courtemont-Varennes
Pour les articles homonymes, voir Varennes.
Courtemont-Varennes est une commune française située dans le département de l'Aisne en région Hauts-de-France.

## Géographie

### Description
Courtemont-Varennes est un village de la vallée de la Marne située au sud du département de l'Aisne, en région Hauts-de-France.
Le territoire communal est traversé par la ligne de Paris-Est à Strasbourg-Ville et le village est desservi par l'ancienne route nationale 3 (actuelle RD 1003).

### Hydrographie
La commune est située dans le bassin Seine-Normandie. Elle est drainée par la Marne et le fossé 01 de Marcilly,,.
La Marne  prend sa source sur le plateau de Langres, dans la commune de Saints-Geosmes (Haute-Marne) et se jette dans la Seine entre Charenton-le-Pont et Alfortville (Val-de-Marne) dans le quartier de Conflans-l'Archevêque.

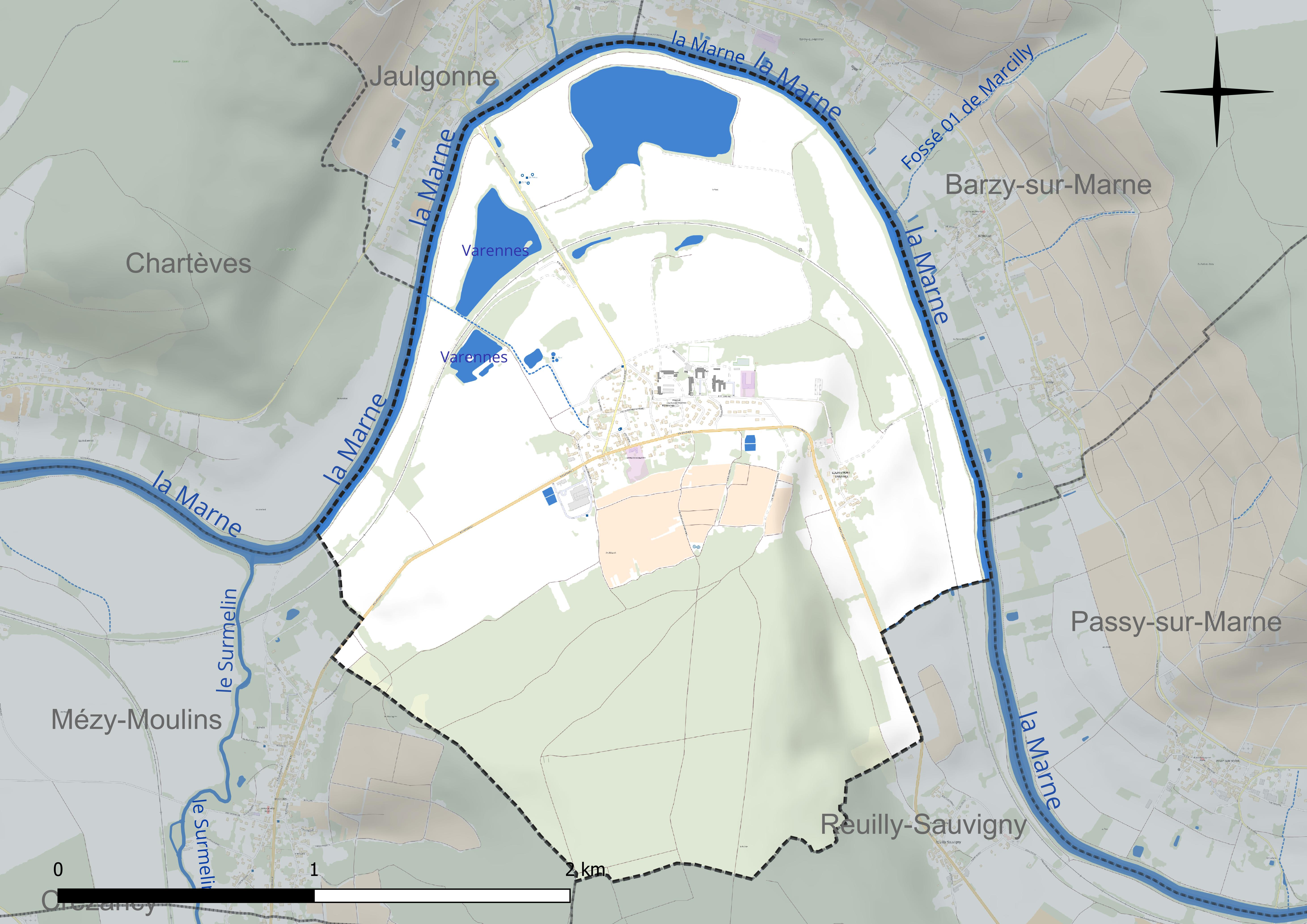
Réseau hydrographique de Courtemont-Varennes.

Un plan d'eau complète le réseau hydrographique : Varennes (7,4 ha),.

### Climat
Pour des articles plus généraux, voir Climat des Hauts-de-France et Climat de l'Aisne.
En 2010, le climat de la commune est de type climat océanique dégradé des plaines du Centre et du Nord, selon une étude du CNRS s'appuyant sur une série de données couvrant la période 1971-2000. En 2020, Météo-France publie une typologie des climats de la France métropolitaine dans laquelle la commune est exposée à un climat océanique altéré et est dans la région climatique Nord-est du bassin Parisien, caractérisée par un ensoleillement médiocre, une pluviométrie moyenne régulièrement répartie au cours de l'année et un hiver froid (3 °C).
Pour la période 1971-2000, la température annuelle moyenne est de 10,3 °C, avec une amplitude thermique annuelle de 15,1 °C. Le cumul annuel moyen de précipitations est de 734 mm, avec 12,2 jours de précipitations en janvier et 8,3 jours en juillet. Pour la période 1991-2020, la température moyenne annuelle observée sur la station météorologique la plus proche, située sur la commune de Blesmes à 8 km à vol d'oiseau, est de 10,6 °C et le cumul annuel moyen de précipitations est de 713,0 mm,. Pour l'avenir, les paramètres climatiques de la commune estimés pour 2050 selon différents scénarios d'émission de gaz à effet de serre sont consultables sur un site dédié publié par Météo-France en novembre 2022.

## Urbanisme

### Typologie
Au 1er janvier 2024, Courtemont-Varennes est catégorisée commune rurale à habitat dispersé, selon la nouvelle grille communale de densité à 7 niveaux définie par l'Insee en 2022.
Elle est située hors unité urbaine. Par ailleurs la commune fait partie de l'aire d'attraction de Château-Thierry, dont elle est une commune de la couronne,. Cette aire, qui regroupe 52 communes, est catégorisée dans les aires de moins de 50 000 habitants,.

### Occupation des sols
L'occupation des sols de la commune, telle qu'elle ressort de la base de données européenne d'occupation biophysique des sols Corine Land Cover (CLC), est marquée par l'importance des territoires agricoles (55,9 % en 2018), une proportion sensiblement équivalente à celle de 1990 (56,2 %). La répartition détaillée en 2018 est la suivante : 
terres arables (50,4 %), forêts (34,6 %), cultures permanentes (4,9 %), zones urbanisées (4,8 %), eaux continentales (4,6 %), zones agricoles hétérogènes (0,6 %).
L'évolution de l'occupation des sols de la commune et de ses infrastructures peut être observée sur les différentes représentations cartographiques du territoire : la carte de Cassini (XVIIIe siècle), la carte d'état-major (1820-1866) et les cartes ou photos aériennes de l'IGN pour la période actuelle (1950 à aujourd'hui).

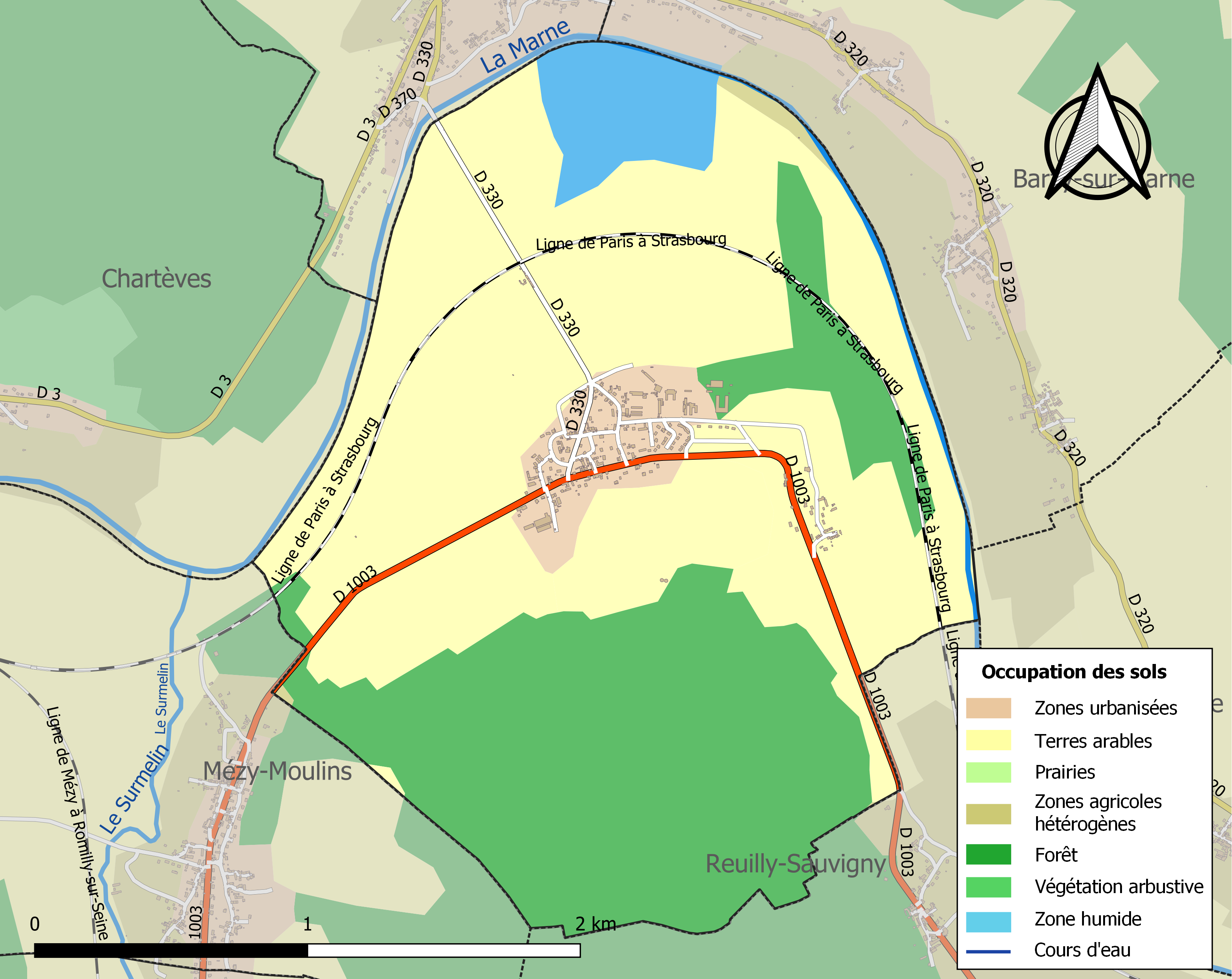
Carte des infrastructures et de l'occupation des sols de la commune en 2018 (CLC).

### Habitat et logement
En 2018, le nombre total de logements dans la commune était de 153, alors qu'il était de 120 en 2013 et de 118 en 2008.
Parmi ces logements, 80,2 % étaient des résidences principales, 6,6 % des résidences secondaires et 13,2 % des logements vacants. Ces logements étaient pour 91,4 % d'entre eux des maisons individuelles et pour 7,9 % des appartements.
Le tableau ci-dessous présente la typologie des logements à Courtemont-Varennes en 2018 en comparaison avec celle de l'Aisne et de la France entière. Une caractéristique marquante du parc de logements est ainsi une proportion de résidences secondaires et logements occasionnels (6,6 %) supérieure à celle du département (3,5 %) mais inférieure à celle de la France entière (9,7 %). Concernant le statut d'occupation de ces logements, 80,9 % des habitants de la commune sont propriétaires de leur logement (91,3 % en 2013), contre 61,6 % pour l'Aisne et 57,5 % pour la France entière.
| Typologie                                               | Courtemont-Varennes | Aisne | France entière |
| ------------------------------------------------------- | ------------------- | ----- | -------------- |
| Résidences principales (en %)                           | 80,2                | 86,7  | 82,1           |
| Résidences secondaires et logements occasionnels (en %) | 6,6                 | 3,5   | 9,7            |
| Logements vacants (en %)                                | 13,2                | 9,8   | 8,2            |

## Toponymie
Courtemont est attesté sous les formes Cortemont (1155) ; Courtemont-et-Varennes (1509) ; Courtemon (1627).
Varennes, ancien hameau de Courtemont, est attesté sous les formes Vuarennes (1212) ; Molendinum de Varennis (1215).

Pluriel de l'oïl varenne, « terrain où il est défendu de chasser ou de pêcher sans la permission du seigneur ».

## Histoire
La gare de Varennes - Jaulgonne a été construite sur la ligne de Paris-Est à Strasbourg-Ville, à mi-chemin des communes de Courtemont-Varennes et de Jaulgonne. Elle a depuis été désaffectée et son bâtiment démoli.

## Politique et administration

### Rattachements administratifs et électoraux

#### Rattachements administratifs
La commune se trouve depuis 1942 dans l'arrondissement de Château-Thierry du département de l'Aisne.
Elle faisait partie depuis 1801 du canton de Condé-en-Brie. Dans le cadre du redécoupage cantonal de 2014 en France, cette circonscription administrative territoriale a disparu, et le canton n'est plus qu'une circonscription électorale.

#### Rattachements électoraux
Pour les élections départementales, la commune fait partie depuis 2014 du canton d'Essômes-sur-Marne
Pour l'élection des députés, elle fait partie de la cinquième circonscription de l'Aisnedepuis le dernier découpage électoral de 2010.

### Intercommunalité
Courtemont-Varennes a été le siège de la communauté de communes du canton de Condé-en-Brie, un établissement public de coopération intercommunale (EPCI) à fiscalité propre créé en 1995 et auquel la commune avait transféré un certain nombre de ses compétences, dans les conditions déterminées par le code général des collectivités territoriales.
Dans le cadre des dispositions de la loi portant nouvelle organisation territoriale de la République du 7 août 2015, qui prévoit que les établissements publics de coopération intercommunale (EPCI) à fiscalité propre doivent avoir un minimum de 15 000 habitants, cette intercommunalité a fusionné avec ses voisines  pour former, le 1er janvier 2017, la communauté d'agglomération de la Région de Château-Thierry, dont est désormais membre la commune.

### Liste des maires
| Période                                  | Période                       | Identité           | Étiquette | Qualité                 |
| ---------------------------------------- | ----------------------------- | ------------------ | --------- | ----------------------- |
| Les données manquantes sont à compléter. |                               |                    |           |                         |
| avant 1995                               |                               | Daniel Schmidt     | DVD       |                         |
| Les données manquantes sont à compléter. |                               |                    |           |                         |
| mars 2001                                | mars 2008                     | Claude Pauguet     |           |                         |
| mars 2008                                | automne 2022                  | Jacques Durthaler, | SE        | Retraité Démissionnaire |
| juillet 2020                             | En cours (au 15 janvier 2023) | Florence Delamarre |           |                         |

## Démographie
Veuillez insérer votre texte après L'évolution du nombre d'habitants est connue à travers les recensements de la population effectués dans la commune depuis 1793. Pour les communes de moins de 10 000 habitants, une enquête de recensement portant sur toute la population est réalisée tous les cinq ans, les populations de référence des années intermédiaires étant quant à elles estimées par interpolation ou extrapolation. Pour la commune, le premier recensement exhaustif entrant dans le cadre du nouveau dispositif a été réalisé en 2006.

En 2022, la commune comptait 353 habitants, en évolution de +7,29 % par rapport à 2016 (Aisne : −1,97 %, France hors Mayotte : +2,11 %).
| 1793 | 1800 | 1806 | 1821 | 1831 | 1836 | 1841 | 1846 | 1851 |
| ---- | ---- | ---- | ---- | ---- | ---- | ---- | ---- | ---- |
| 261  | 244  | 271  | 243  | 283  | 278  | 269  | 276  | 296  |

| 1856 | 1861 | 1866 | 1872 | 1876 | 1881 | 1886 | 1891 | 1896 |
| ---- | ---- | ---- | ---- | ---- | ---- | ---- | ---- | ---- |
| 286  | 286  | 288  | 277  | 275  | 280  | 273  | 243  | 224  |

| 1901 | 1906 | 1911 | 1921 | 1926 | 1931 | 1936 | 1946 | 1954 |
| ---- | ---- | ---- | ---- | ---- | ---- | ---- | ---- | ---- |
| 202  | 236  | 212  | 203  | 256  | 200  | 274  | 217  | 260  |

| 1962 | 1968 | 1975 | 1982 | 1990 | 1999 | 2006 | 2011 | 2016 |
| ---- | ---- | ---- | ---- | ---- | ---- | ---- | ---- | ---- |
| 248  | 231  | 226  | 250  | 289  | 295  | 297  | 293  | 329  |

| 2021 | 2022 | - | - | - | - | - | - | - |
| ---- | ---- | - | - | - | - | - | - | - |
| 349  | 353  | - | - | - | - | - | - | - |

 -->
L'évolution du nombre d'habitants est connue à travers les recensements de la population effectués dans la commune depuis 1793. Pour les communes de moins de 10 000 habitants, une enquête de recensement portant sur toute la population est réalisée tous les cinq ans, les populations de référence des années intermédiaires étant quant à elles estimées par interpolation ou extrapolation. Pour la commune, le premier recensement exhaustif entrant dans le cadre du nouveau dispositif a été réalisé en 2006.

En 2022, la commune comptait 353 habitants, en évolution de +7,29 % par rapport à 2016 (Aisne : −1,97 %, France hors Mayotte : +2,11 %).
| 1793 | 1800 | 1806 | 1821 | 1831 | 1836 | 1841 | 1846 | 1851 |
| ---- | ---- | ---- | ---- | ---- | ---- | ---- | ---- | ---- |
| 261  | 244  | 271  | 243  | 283  | 278  | 269  | 276  | 296  |

| 1856 | 1861 | 1866 | 1872 | 1876 | 1881 | 1886 | 1891 | 1896 |
| ---- | ---- | ---- | ---- | ---- | ---- | ---- | ---- | ---- |
| 286  | 286  | 288  | 277  | 275  | 280  | 273  | 243  | 224  |

| 1901 | 1906 | 1911 | 1921 | 1926 | 1931 | 1936 | 1946 | 1954 |
| ---- | ---- | ---- | ---- | ---- | ---- | ---- | ---- | ---- |
| 202  | 236  | 212  | 203  | 256  | 200  | 274  | 217  | 260  |

| 1962 | 1968 | 1975 | 1982 | 1990 | 1999 | 2006 | 2011 | 2016 |
| ---- | ---- | ---- | ---- | ---- | ---- | ---- | ---- | ---- |
| 248  | 231  | 226  | 250  | 289  | 295  | 297  | 293  | 329  |

| 2021 | 2022 | - | - | - | - | - | - | - |
| ---- | ---- | - | - | - | - | - | - | - |
| 349  | 353  | - | - | - | - | - | - | - |

## Culture locale et patrimoine

### Lieux et monuments

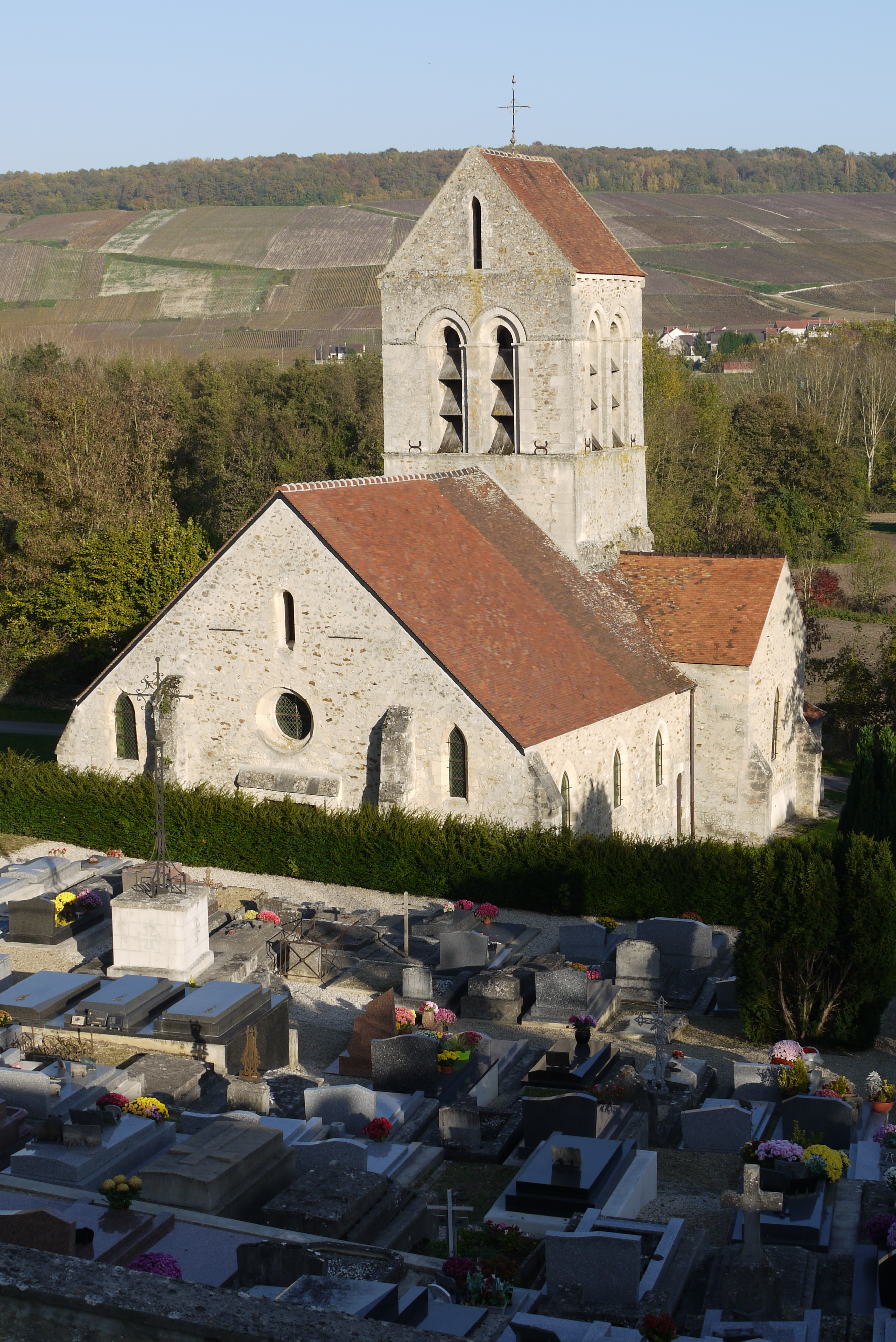
L'église de Courtemont-Varennes.

- L'église, sous le patronage de saint Denis, est classée au titre des Monuments Historiques depuis 1941. Elle fut construite aux XIIe, XIIIe et XIVe siècles[33]. Dans le chœur, sont fixées deux statuettes polychromes en bois.
- Château de Varennes XVIIe, remanié XIXe : propriété privée servant de centre de formation à la SNCF jusqu'à 2015. Devenu propriété de la communauté des communes de Condé-en-Brie (4CB).
- Trois anciens lavoirs.
- Ruines de moulin.

### Personnalités liées à la commune
En 1780, le seigneur est le chevalier du Roux de Chevrières[réf. nécessaire].

### Héraldique
| Blason de Courtemont-Varennes | Blason  | Écartelé : au 1er et 4e losangé d'argent et de gueules, au 2e et 3e d'azur à trois têtes de licorne d'argent, sur le tout, d'azur à trois têtes de léopard arrachées d'or. |
| Blason de Courtemont-Varennes | Détails | Le statut officiel du blason reste à déterminer. |

## Pour approfondir